# Samantha Bond
Samantha Bond (ur. 27 listopada 1961 w Londynie) – angielska aktorka, nominowana m.in. do trzech nagród im. Laurence'a Oliviera i nagrody Tony. 
Samantha Bond wystąpiła m.in. w roli panny Moneypenny w filmach o Jamesie Bondzie z Brosnanem w roli głównej. Zbiegiem okoliczności nosi nazwisko Bond, tak jak protagonista serii.

## Rodzina
Jest żoną aktora Alexandera Hansona, z którym ma dwójkę dzieci: syna Toma i córkę Molly. Ma starszego brata Matthew i siostrę Abigail.

## Filmografia
- 1983: Mansfield Park
- 1989: Eryk wiking
- 1995: GoldenEye
- 1996: Emma
- 1997: Jutro nie umiera nigdy
- 1999: Świat to za mało
- 2002: Śmierć nadejdzie jutro
- 2007–2008: Przygody Sary Jane
- 2010–2015: Downton Abbey